# Sulzbach am Main
Sulzbach am Main (eller: Sulzbach a.Main) er en købstad (markt) i Landkreis Miltenberg i Regierungsbezirk Unterfranken i den tyske delstat Bayern, og ligger ved floderne Main og Sulzbach, omkring 7 km syd for Aschaffenburg ved vestenden af Mittelgebirgeområdet Spessart, i den nordligste ende af Landkreis Miltenberg.

## Inddeling
Ud over Sulzbach ligger i kommunen landsbyerne Soden (ridligere også Bad Sodenthal) og Dornau.